# Hurlers
Les Hurlers (en cornique : An Hurlysi, en anglais The Hurlers) sont un groupe de trois cercles de pierres mégalithiques en Cornouailles, au sud-ouest de l'Angleterre.

## Emplacement
Les Hurlers sont situés à 800 m l'ouest du village de Minions sur le flanc est de Bodmin Moor (en), et environ à 6 km au nord de Liskeard.
D'autres monuments préhistoriques sont visibles autour des Hurlers : Les Pipers (en), Rillaton Barrow (en) et Trethevy Quoit (en), une tombe  néolithique.

## Origine du nom
Le nom de Hurler provient d'une légende, où des hommes jouaient à un jeu de balle appelé Cornish hurling (en) un dimanche et sont transformés en pierres en guise de punition. Les Pipers sont censés être deux hommes qui jouaient des mélodies un dimanche et qui ont subi le même sort. Selon une autre légende, il est impossible de compter avec précision le nombre de menhirs.

## Description

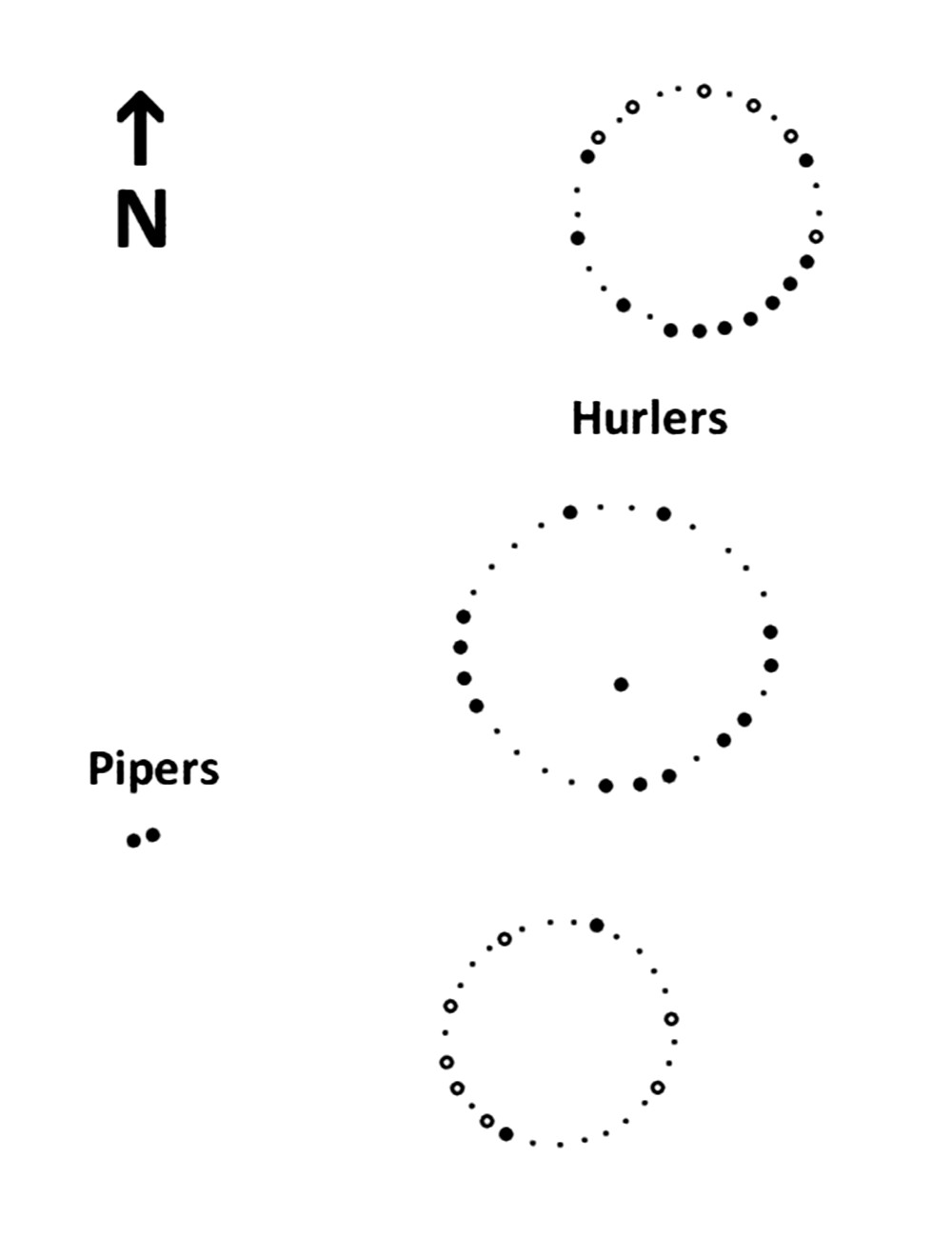
Schéma des emplacements des Hurlers

Les Hurlers sont constitués de trois cercles de pierres alignés du sud-ouest au nord-est. Leurs diamètres respectifs sont de 35 mètres, 42 mètres et 33 mètres. Les deux cercles de pierres extérieurs sont circulaires, celui du milieu, le plus grand, est légèrement elliptique. La cercle du sud est le moins bien conservé, seules deux pierres sont encore dressées, les sept autres sont partiellement recouvertes de terre. Dans le cercle du milieu 14 pierres restent sur 28. Elles montrent des traces évidentes de martèlement. Le cercle de pierres nord contenait environ 30 menhirs, dont 15 sont encore visibles. Deux autres monolithes, Les Pipers, sont à 100 mètres sud-ouest du cercle du milieu, et pourraient correspondre à l'entrée des Hurlers.

## Les premiers écrits
La plus ancienne mention des Hurlers est celle de l'historien John Norden, qui les observe autour de 1584. Ils sont décrits par William Camden dans son ouvrage Britannia de 1586. En 1754, William Borlase publie la première description détaillée du site.

## Les fouilles
Courtenay Arthur Ralegh Radford (en) fouille le site dans les années 1930, et restaure en partie les deux cercles du nord en redressant les pierres tombées et en plaçant des marqueurs aux emplacements des pierres manquantes.
Plusieurs séries de recherches sont menées entre 1975 et 2009, elles semblent indiquer la présence d'un quatrième cercle et celle d'une rangée de menhirs à proximité.
Le site est protégé depuis 1981.